# Степанова, Неонила Титовна
Неони́ла Ти́товна Степа́нова (Степанова-Картавенко; 1 ноября 1920, дер. Рудня, Гомельская губерния, Социалистическая Советская Республика Белоруссия — 24 сентября 1982, Свердловск) — советский миколог, доктор биологических наук (1971).

## Биография
Родилась в семье лесовода, окончила среднюю школу в Людинове Смоленской области. В 1938—1941 годах училась в Ленинградском военно-механическом институте. До 1943 года — чертёжница на военно-механическом заводе в г. Ливны, позднее была эвакуирована в Саратовскую, затем Челябинскую область. С 1943 года — заместитель начальника планового отдела Кыштымского химлесхоза. С 1945 года участвовала в комплексных экспедициях под руководством Ф. А. Соловьева по изучению лесных ресурсов Урала Института биологии Уральского филиала АН СССР, собрала большой материал по грибным болезням сосны кедровой сибирской. В 1947 году окончила лесохозяйственный факультет Уральского лесотехнического института по специальности «инженер лесного хозяйства» (во время учёбы была лаборантом на кафедре дендрологии), защитив дипломную работу «Сердцевинная гниль кедра и её распространение в лесах Северного Урала».
С 1947 года работала в Институте биологии УрФ/УрО АН СССР, возглавляла группу, а с 1976 года — лабораторию экологии низших растений (редуцентов). В октябре 1954 года защитила кандидатскую диссертацию «Грибы, вызывающие гниль древесины кедра в Зауралье», в 1971 — докторскую «Эколого-географическая характеристика афиллофоровых грибов Урала». В 1957—1960 годах изучала микрофлору районов Челябинской области; по материалам исследований составила конспект одного из порядков низших грибов и создала микологический гербарий. За время работы в лаборатории экологии низших растений наладила контакты с микологами Ленинграда, Дальнего Востока, Казахской и Эстонской ССР; помогала хозяйственным организациям выявлять случаи заражения грибами древесных и кустарниковых растений.

## Научная деятельность
В 1950-е и 1960-е годы Н. Т. Степанова анализировала биологическое разнообразие и экологию дереворазрушающих грибов в лесах Урала. Она первая среди советских микологов в 1960-е годы начала проводить многолетние мониторинговые исследования систематической, эколого-морфологической и географической структур тундровых сообществ грибов в Заполярье. В 1967 году опубликовала монографию «Афиллофоровые грибы Урала», в которой, впервые для Урала, подведены итоги многолетнего исследования микобиоты вдоль широтного градиента, от тундровых до степных районов Евразии. На тот момент это было первое исследование эколого-географических принципов распределения грибов для такой обширной территории.
В 1970-е годы исследовала географическую специфику различных экологических и таксономических групп ксилотрофных, сумчатых и агарикоидных грибов, разложение древесины в природных экосистемах в связи с активностью базидиальных грибов, баланс веществ микогенного разложения древесины.
Н. Т. Степанова изучала микрофлору и грибные болезни древесных пород, закономерности распространения грибов в различных ботанико-географичских зонах и поясах, дала характеристику их видового состава в различных районах Урала, изучала особенности патологических изменений у высших растений, вызванных грибами. В результате её исследований на Урале было выявлено 674 вида и формы грибов (из них 36 афиллофоровых отмечено впервые в СССР). Выступала с докладами на всесоюзных совещаниях и конференциях, участвовала в Международном ботаническом конгрессе (1975). Автор более 60 научных публикаций.